# Skenderovci (Bresztovác)
Skenderovci falu Horvátországban Pozsega-Szlavónia megyében. Közigazgatásilag Bresztováchoz tartozik.

## Fekvése
Pozsegától légvonalban 8, közúton 10 km-re nyugatra, községközpontjától légvonalban 3, közúton 4 km-re északra, Szlavónia középső részén, az Orljava bal partján fekszik.

## Története
Területe már ősidők óta lakott, ezt bizonyítják a határában talált történelem előtti település maradványai. A Skenderovci körüli területet a középkorban Pribinyének nevezték. Történeti források 1251-ben említik először Opos ispán Erzsébet nevű feleségének birtokaként. Szent Márton tiszteletére szentelt plébániatemplomát 1332-ben és 1335-ben is említik. Pribinye neve ezután is többször szerepel középkori oklevelekben. 1397-ben, 1403-ban , 1445-ben, 1481-ben és 1491-ben nemesi előnevekben, 1443-ban, 1444-ben, 1500-ban és 1506-ban Pozsegavár uradalmának részeként, 1470-ben és 1488-ban pedig Velike várának tartozékai között. (Nem tudni teljes bizonyossággal, hogy mindig ugyanazon településről van-e szó.) A török uralom idején nem volt lakossága. 1697 körül Boszniából katolikus horvátok érkeztek ide. 1698-ban „Zkenderovczy” néven 20 portával szerepel a török uralom alól felszabadított szlavóniai települések összeírásában.
Az első katonai felmérés térképén „Dorf Szkenderovacz” néven látható. Lipszky János 1808-ban Budán kiadott repertóriumában „Szkenderovacz” néven szerepel. Nagy Lajos 1829-ben kiadott művében „Szkenderovacz” néven 19 házzal és 169 katolikus vallású lakossal találjuk. 1857-ben 122, 1910-ben 221 lakosa volt. 1910-ben a népszámlálás adatai szerint lakosságának 78%-a horvát, 10%-a cseh, 7%-a magyar anyanyelvű volt. Pozsega vármegye Pozsegai járásának része volt. Az első világháború után 1918-ban az új szerb-horvát-szlovén állam, majd később (1929-ben) Jugoszlávia része lett. 1991-ben lakosságának 81%-a horvát, 9%-a jugoszláv, 7%-a szerb nemzetiségű volt. 2011-ben 187 lakosa volt.

## Lakossága
| Lakosság változása | Lakosság változása | Lakosság változása | Lakosság változása | Lakosság változása | Lakosság változása | Lakosság változása | Lakosság változása | Lakosság változása | Lakosság változása | Lakosság változása | Lakosság változása | Lakosság változása | Lakosság változása | Lakosság változása | Lakosság változása |
| ------------------ | ------------------ | ------------------ | ------------------ | ------------------ | ------------------ | ------------------ | ------------------ | ------------------ | ------------------ | ------------------ | ------------------ | ------------------ | ------------------ | ------------------ | ------------------ |
| 1857               | 1869               | 1880               | 1890               | 1900               | 1910               | 1921               | 1931               | 1948               | 1953               | 1961               | 1971               | 1981               | 1991               | 2001               | 2011               |
| 122                | 119                | 103                | 171                | 271                | 221                | 246                | 266                | 242                | 230                | 240                | 213                | 227                | 215                | 221                | 187                |

## Nevezetességei
Szent Anna tiszteletére szentelt római katolikus plébániatemploma 1795-ben épült a korábbi Szent Anna kápolna helyén. 1995-ben teljesen megújították, ezt követően Franjo Kuharić érsek szentelte fel újra.